# Каннельярви
Каннельярви (фин. Kanneljärvi) — посёлок при железнодорожной станции в Рощинском городском поселении Выборгского района Ленинградской области.

## Название
Предположительно, происходит от слов «кантеле» (старинный музыкальный инструмент) и «озеро». 

## История
Пристанционный посёлок возник с появлением железной дороги, связавшей Выборг с Санкт-Петербургом. Первоначальное название станции — Уусикиркко.

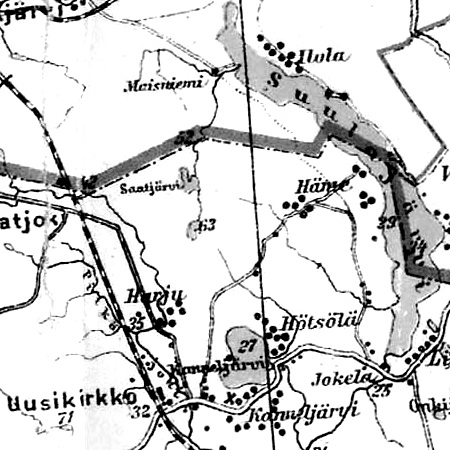
Станция Уусикиркко  на финской карте 1923 года

В 1925 году в связи с образованием одноимённой волости станция стала называться Каннельярви.
До 1939 года посёлок при станции Каннельярви входил в состав одноимённой волости Выборгской губернии Финляндской республики. На 1939 год в пристанционном посёлке было около 50 домов.
С 1 января 1940 года по 31 июля 1945 года — в составе Кивенапского сельсовета, административный центр Каннельярвского (Райволовского) района.
С 1 июля 1941 года по 31 мая 1944 года — финская оккупация.
С 1 августа 1945 года — в составе Каннельярвского сельсовета Райволовского района.
С 1 октября 1948 года — в составе Победовского сельсовета Рощинского района.
С 1 февраля 1963 года — в составе Выборгского района.
Согласно данным 1966 года посёлок при станции Каннельярви входил в состав Победовского сельсовета.
Согласно данным 1973 и 1990 годов посёлок при станции Каннельярви входил в состав Цвелодубовского сельсовета.
В 1997 году в посёлке при станции Каннельярви Цвелодубовской волости проживали 145 человек, в 2002 году — 150 человек (русские — 86 %).
В 2007 году в посёлке при станции Каннельярви Рощинского ГП проживали 145 человек, в 2010 году — 87 человек.

## География
Посёлок расположен в южной части района на автодороге 41К-088 (Голубые Озёра — Поляны).
Расстояние до административного центра поселения — 16 км.
В посёлке расположена железнодорожная станция Каннельярви. 
Через посёлок протекает река Быстрянка. К востоку от посёлка находится Победное озеро.

## Демография
| 2007 | 2010 | 2017 | 2021 |
| ---- | ---- | ---- | ---- |
| 145  | ↘87  | ↗138 | ↗206 |

## Улицы
Вокзальная, Дачная, Железнодорожная, Кленовый переулок, Короткая, Полевой переулок, Приусадебная, Родниковый переулок, Серебристый проезд, Шевелёва.